# Charles Deschamps de Boishébert
 (novembre 2023).
Si vous disposez d'ouvrages ou d'articles de référence ou si vous connaissez des sites web de qualité traitant du thème abordé ici, merci de compléter l'article en donnant les références utiles à sa vérifiabilité et en les liant à la section « Notes et références ».
Charles Deschamps de Boishébert et de Raffetot né à Québec le 7 février 1727, mort à  Raffetot en Seine-Maritime (France) le 9 janvier 1797) est un officier de marine français. Il est actif en Nouvelle-France, en particulier durant la guerre de Sept Ans.

## Biographie
Il est le fils d’Henri-Louis Deschamps de Boishébert et de Louise-Geneviève de Ramezay. Il épousa sa cousine, Charlotte-Élisabeth-Antoinette Deschamps de Boishébert et de Raffetot le 7 septembre 1760 à Cliponville. Ils eurent un fils.
Boishébert entra tôt dans la marine car son nom apparaît sur une liste de cadets le 1er octobre 1739, avec la mention : « jeune homme qui promet beaucoup, fort sage ». En 1742, il entra dans la garnison de Québec comme sous-aide-major.
Peu de temps après la prise du fort Beauséjour, Boishébert fut averti par les habitants des Trois-Rivières que les Britanniques avaient l'intention d'attaquer la région. Il arriva à la rivière Petitcodiac deux semaines plus tard, avec environ 120 soldats. Il tenta d'empêcher les Anglais de détruire le village de Chipoudy mais ne put rien faire, n'étant pas habitué à leurs stratégies. Les Britanniques allèrent ensuite détruire les villages plus en amont du fleuve. Une vingtaine d'Acadiens se joignirent aux troupes de Boishébert en attendant leur retour. Deux jours plus tard, le 3 septembre 1755, il surprit les Anglais alors qu'ils tentaient de mettre le feu au village de Petitcoudiac. Après une bataille de trois heures, les Britanniques subirent des pertes importantes et durent s'enfuir. Boishébert perdit seulement un homme. Il revint ensuite à la Nérépis avec ses troupes et 30 des familles acadiennes les plus pauvres.
Profitant de la méfiance des Britanniques à la suite de la bataille et pour éviter toute idée de vengeance à l'endroit des Acadiens, Boishébert envoya dans la région de Petitcoudiac son lieutenant, François Boucher de Niverville Grandpré. Ce dernier devait aussi empêcher tout transport de vivres ou de munitions entre la région du fort Beauséjour et la baie Verte. Boishébert se rendit lui-même non loin de là, à Memramkouke, afin de repousser une éventuelle attaque des Britanniques. Il se rendit à Cocagne, où s'étaient réfugiés plusieurs Acadiens, en 1755 et y passa l'hiver. Il fut surpris près de là dans une embuscade britannique le 24 janvier 1756 mais s'en sortit sans pertes. Il fut promu capitaine le 17 mars 1756.

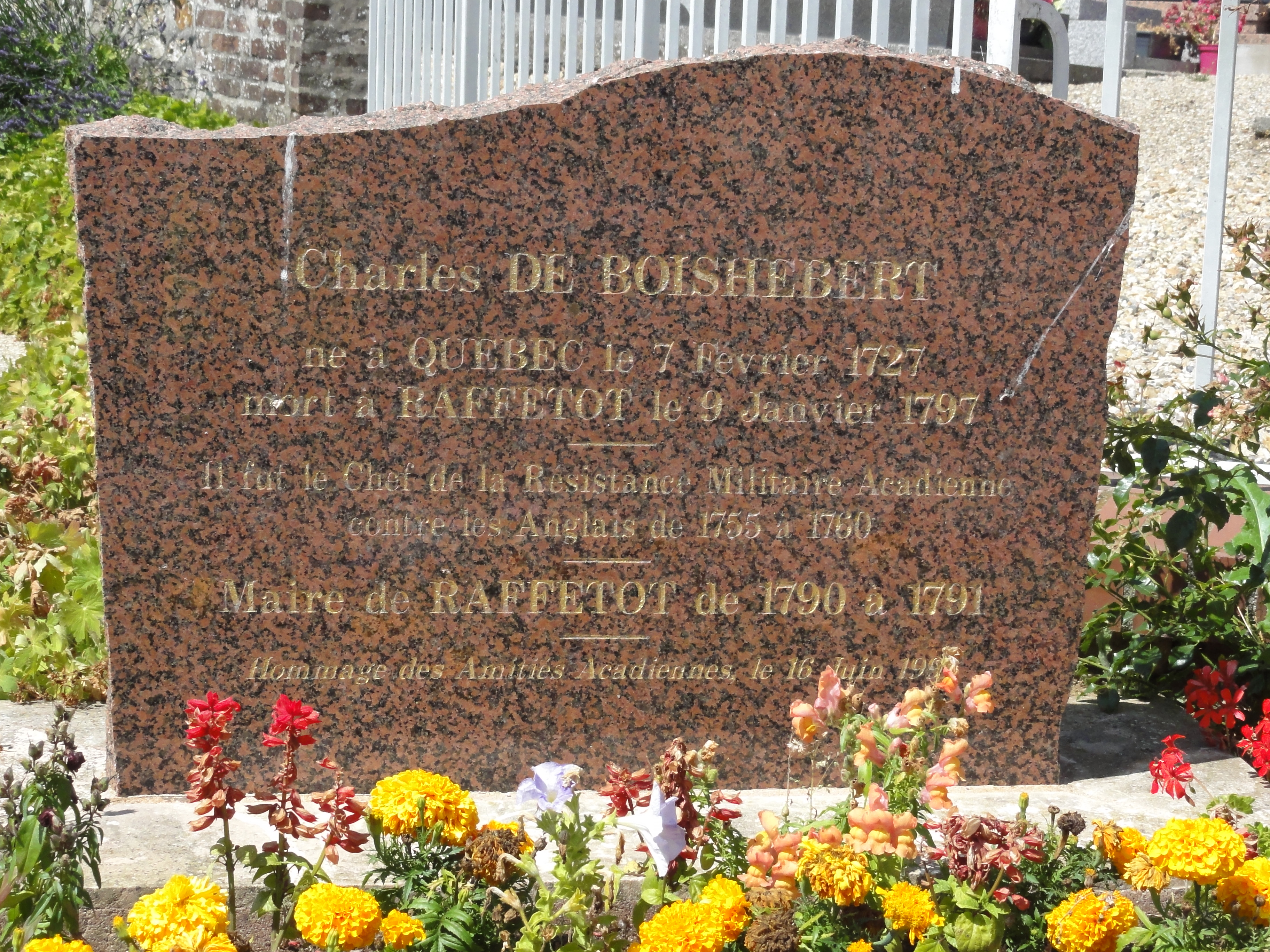
Mémorial de Charles de Boishébert à Raffetot.

En 1760, il part en France, où il épouse à Cliponville, Seine-Maritime sa cousine Charlotte-Élisabeth-Antoinette Deschamps de Boishébert et de Raffetot, et il va habiter Raffetot dans le domaine de sa femme. 
Il est maire de Raffetot de 1790 à 1791. Il meurt en 1797 à Raffetot.

## Hommages
La rue De Boishébert a été nommée en son honneur, en 1986, dans sa ville de naissance, Québec.